# Diplopeltula sundensis
Diplopeltula sundensis är en rundmaskart. Diplopeltula sundensis ingår i släktet Diplopeltula, och familjen Axonolaimidae. Arten är reproducerande i Sverige.